# Зилер, Вильгельм
Вильгельм Зилер (нем. Wilhelm Sihler; 12 ноября 1801 года — 27 октября 1885 года) — американский лютеранский пастор, поборник христианского образования, организатор Теологической семинарии Конкордия.

## Биография
Вильгельм Зилер родился в германском городе Бернштадт (Нижняя Силезия). С 1826 по 1829 год учился в Берлине, затем работал домашним учителем в Бреслау, Дрездене и Приблалтике.
В июне 1841 года Зилер встретился с Фридрихом Винекеном, прибывшим из Северной Америки с целью найти людей, готовых работать лютеранскими служителями в Новом Свете. После этой встречи Зилер решил эмигрировать в США. .
В 1843 году Зилер переехал в Северную Америку. Сперва он служил учителем в городе Померой, штат Огайо, а в июне 1844 года был рукоположён в сан пастора в Евангелическо-Лютеранском объединённом синоде Огайо, после чего стал приходским священником в церкви Святого Павла в городе Форт-Уэйн.. В 1846 году Зилер организовал при церкви небольшую семинарию (впоследствии реорганизованной в Теологическую семинарию Конкордия).
По убеждением Зилер был сторонником конфессионального лютеранства. По этой причине он критиковал Общий синод и его лидера Сэмюэла Саймона Шмукера, говоря, что это «откровенные фальшивомонетчики, кальвинисты, методисты, и юнионисты … предатели и разрушители Лютеранской Церкви».

## Избранные труды
- Lebenslauf von W. Sihler: Auf mehrfaches Begehren von ihm selber beschrieben (Vol. 1)(in German)
- Lebenslauf von W. Sihler: Auf mehrfaches Begehren von ihm selber beschrieben (Vol. 2)(in German)
- «To What Intent Does God Afflict Us With Sickness?»(The Lutheran Witness, July 7, 1883; Volume 2, Number 4, pages 31–32)